# Enryaku-ji
El Enryaku-ji (延暦寺?) es un complejo de templos budistas situados en el entorno del monte Hiei que se encuentra al noreste de Kioto. Forma parte del conjunto de Monumentos históricos de la antigua Kioto (ciudades de Kioto, Uji y Otsu) declarados Patrimonio de la Humanidad por la Unesco en el año 1994.

## Historia
Fue fundado durantes finales del siglo VIII y comienzos del siglo IX por Saichō (767-822), también conocido como Dengyo Daishi, que introdujo la Escuela Budista del Tiantai en Japón(donde se llamó Tendaishū) desde China. Es uno de los templos más significativos en la historia japonesa, sirviendo (y aún lo hace) como base de la Tendaishū, que era popular entre la aristocracia de la época y sirvió como fundamento para introducir más tarde otras sectas chinas, como la de la Tierra Pura o el Zen, y fundar alguna, como la de Nichiren.
Con el apoyo del Emperador Kanmu, Saicho invistió a un centenar de discípulos en el año 807. Manteniendo una disciplina estricta en el monte Hiei, sus monjes vivieron recluidos durante doce años de estudio y meditación. Después de este periodo de estudio, los mejores estudiantes permanecían en puestos dentro del monasterio, y el resto iban a puestos dentro del gobierno y la corte. En el pico de su poder, Enryaku ji era un enorme complejo de unos 3000 sub -templos y con un poderoso ejército de monjes guerreros (僧兵 sōhei?) que ocasionalmente se veían envueltos en luchas por el poder contra otros monasterios y líderes políticos. En el siglo décimo, las disputas por la sucesión estallaron entre los monjes de la Tendaishū de la línea de Ennin y Enchin. Estas disputas tuvieron como resultado dos bases de la Tendaishū en oposición en el monte Hiei, el sanmon (山門, orden de la montaña), y el jinmon (寺門, orden del templo) en Mii-dera. Los monjes guerreros se utilizaban para resolver las disputas, y los líderes de la Tendaishū comenzaron a contratar a ejércitos mercenarios que amenazaban a los rivales e incluso llegaron a marchar sobre la capital para hacer cumplir sus demandas monárquicas.
Como parte del programa para eliminar a todos los rivales potenciales y unir al país, Oda Nobunaga finalizó su militancia budista en el 1571 atacando y destruyendo la mayoría de los edificios de Enryaku ji y a sus monjes. Los edificios actuales están fechados en la última mitad del siglo dieciséis y la primera del diecisiete, cuando el templo fue reconstruido siguiendo el cambio de gobierno.
Hoy en día, la mayor parte de las atracciones de Enryaku-ji consisten en tres áreas: el Tōdō (東堂, salón el este), que también son las salas donde el previo monje jefe reside), el Saitō ((西堂, Salón el Oeste), residencia también del monje jefe retirado de un templo distinto, y el Yokawa (横川). Los edificios más importantes del templo se encuentra concentrados en el Todō.
Dentro del Todo se encuentra el Konpon chūdō, Tesoro Nacional de Japón, la construcción más representativa de Enryaku ji. Dentro del Konpon chudo se conservan una estatuas de Buda esculpida por el propio Saicho, el Yakushi Nyorai. Según la leyenda las linternas encendidas dentro del Konpon chudo han estado encendidas durante 1200 años y permanecerán así hasta que el Buda del futuro aparezca sobre la tierra. Aunque lo que parece más plausible es que las linternas solamente lleven encendidas unos 400 años, desde el asalto de Oda Nobunaga a Enryaku ji.
Otros edificios importantes del complejo son el Daikokudō, Monjurō, Daikōdō y el Shorō (construcción que alberga una gran campana) aledaña a este último.

## Galería de imágenes

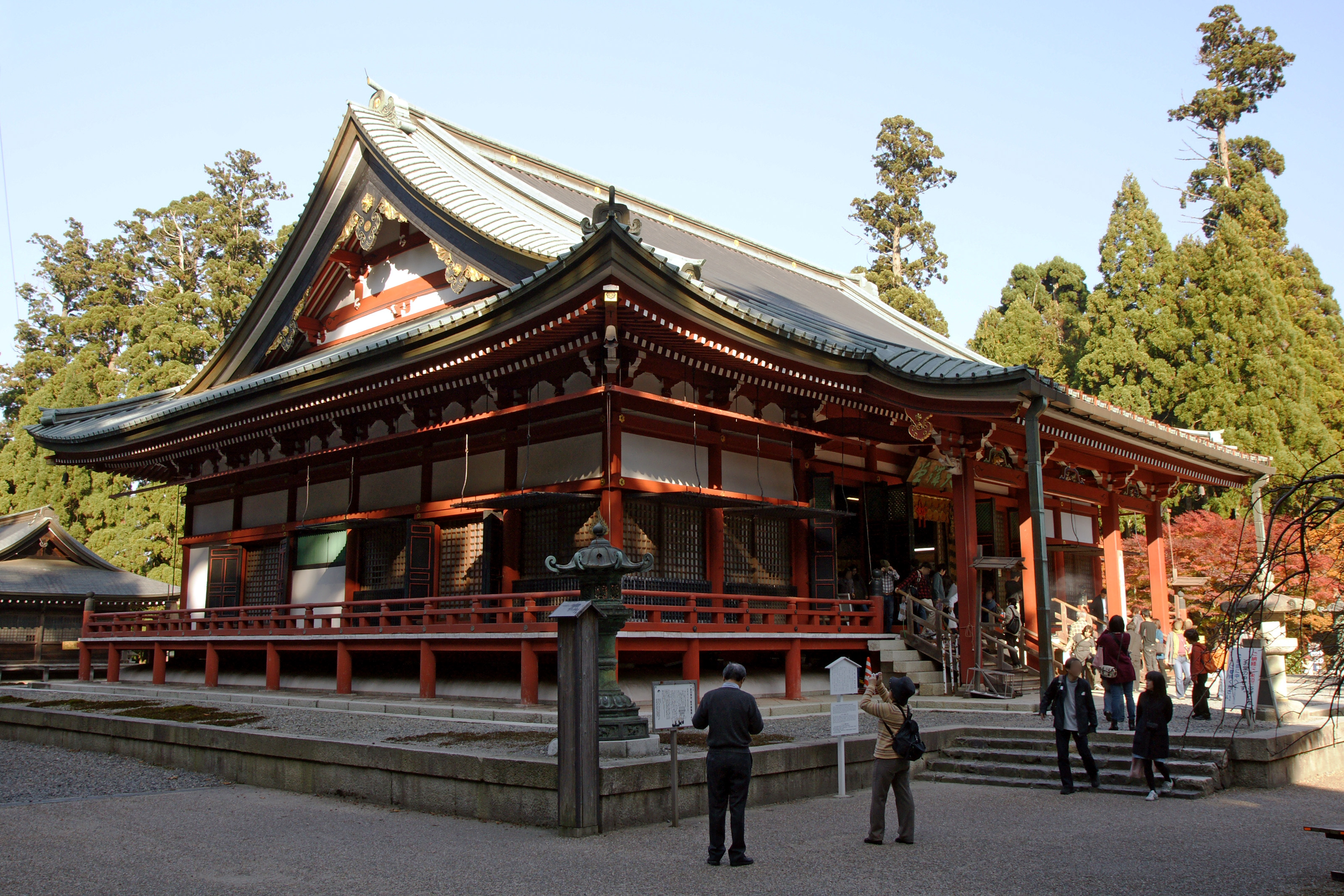
Daikodo.
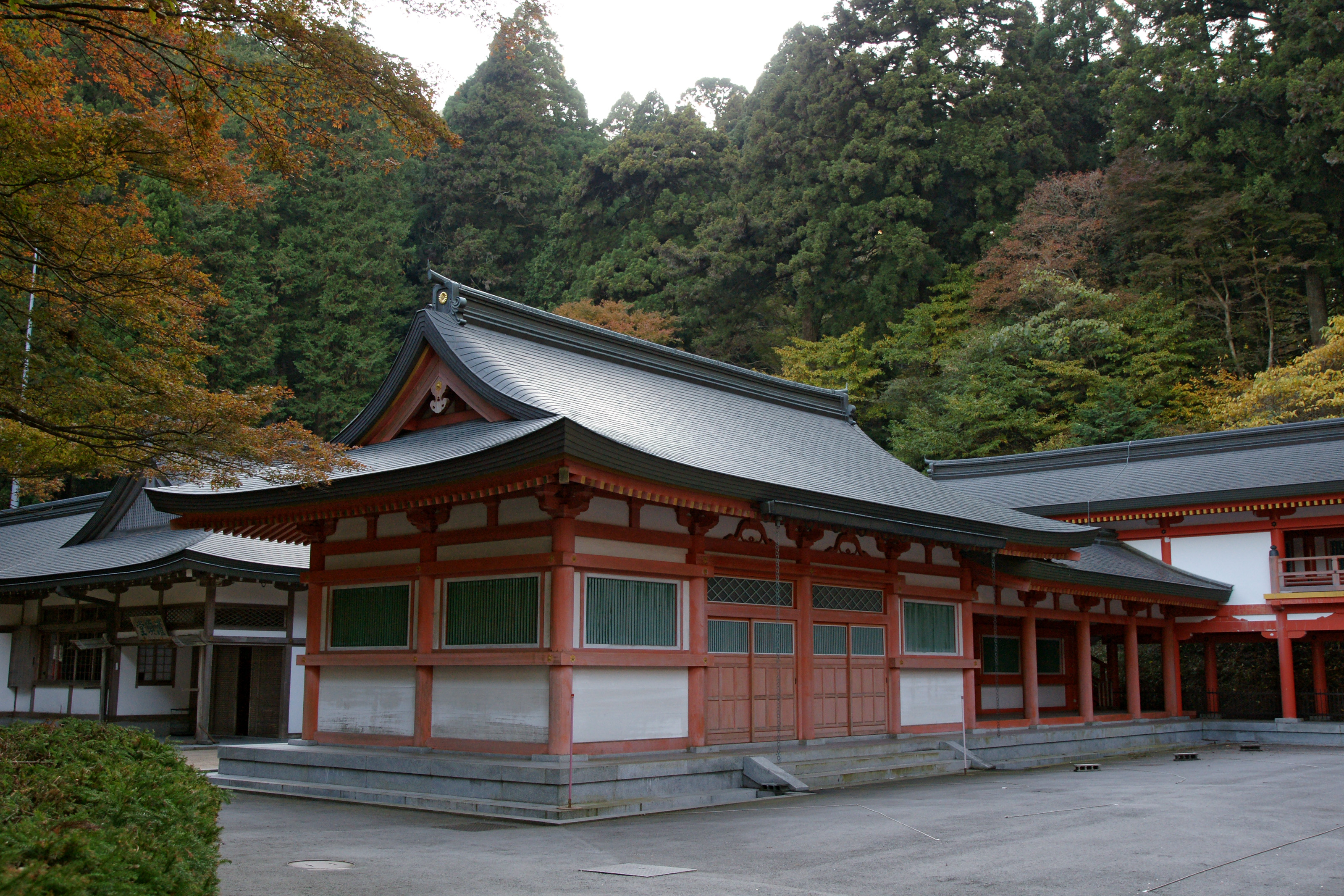
Kanchodo.
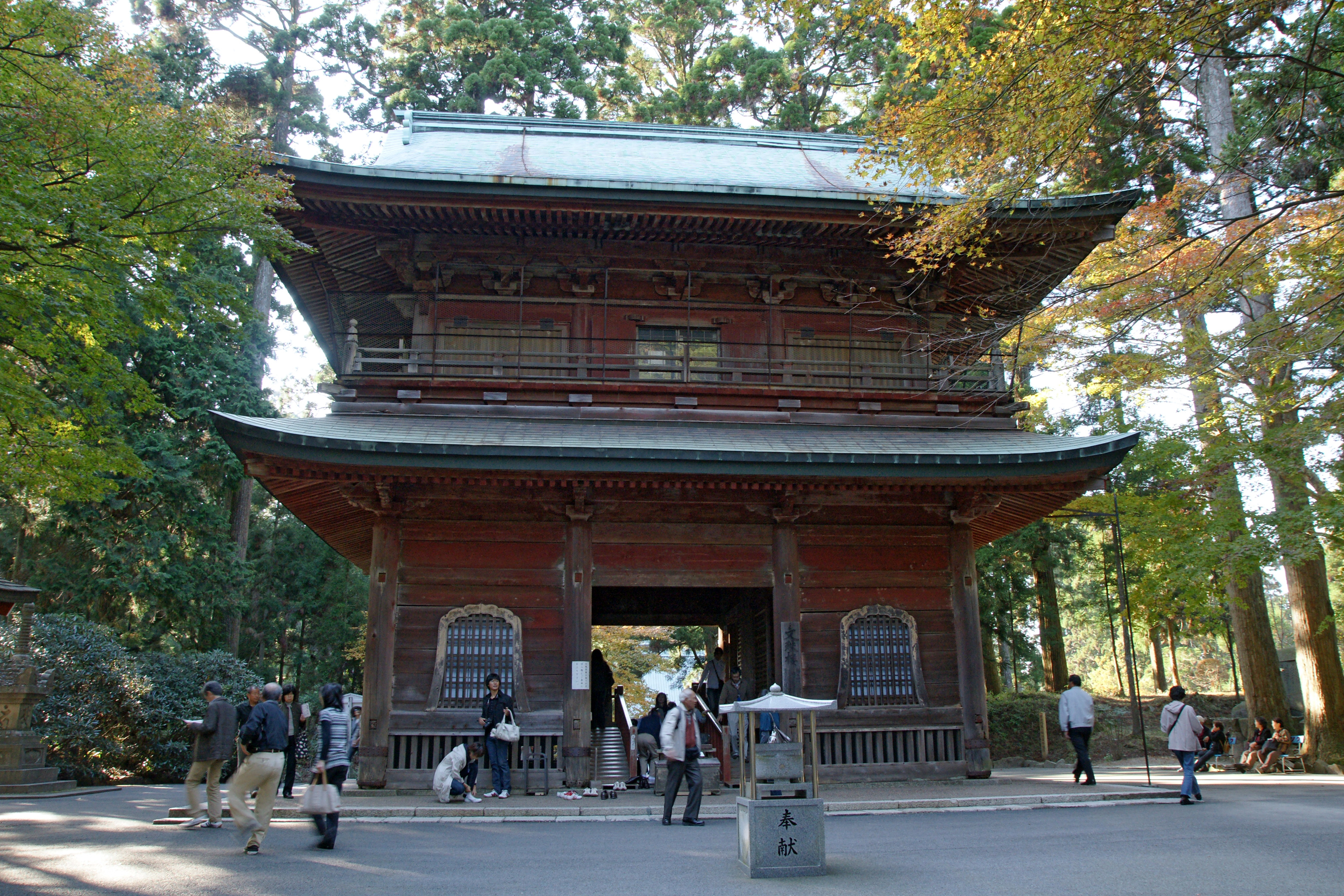
Monjuro.
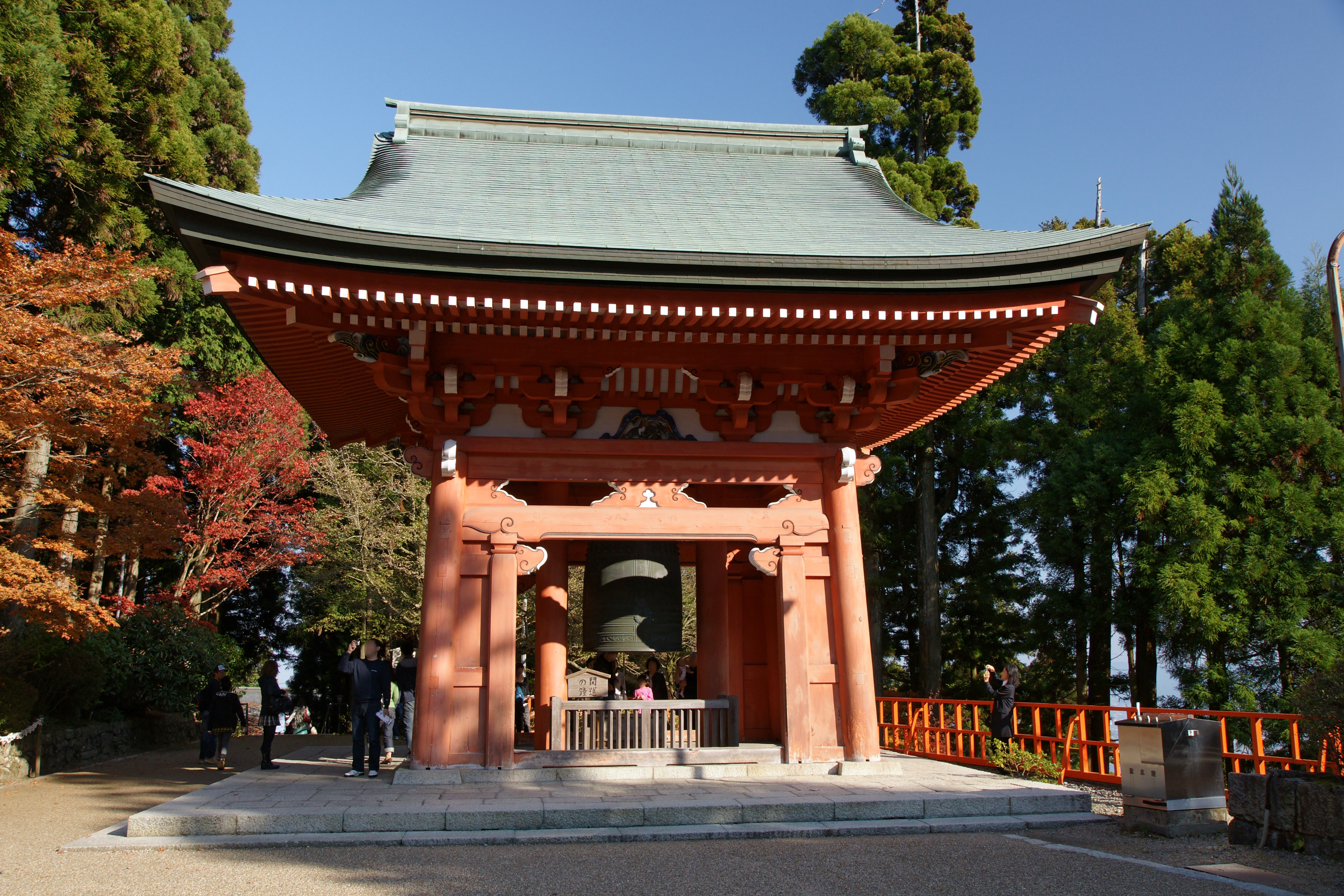
Shoro.
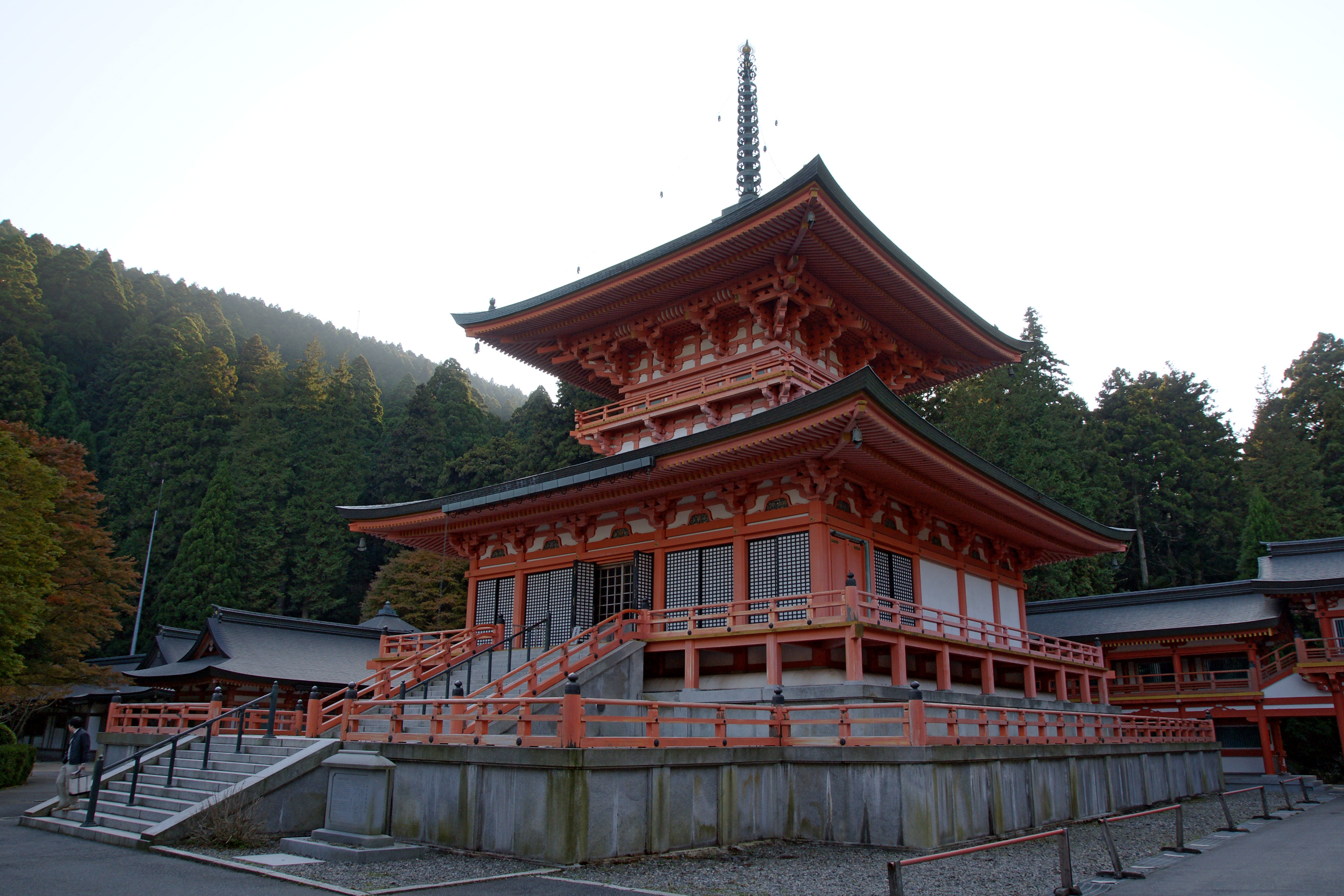
Toto.
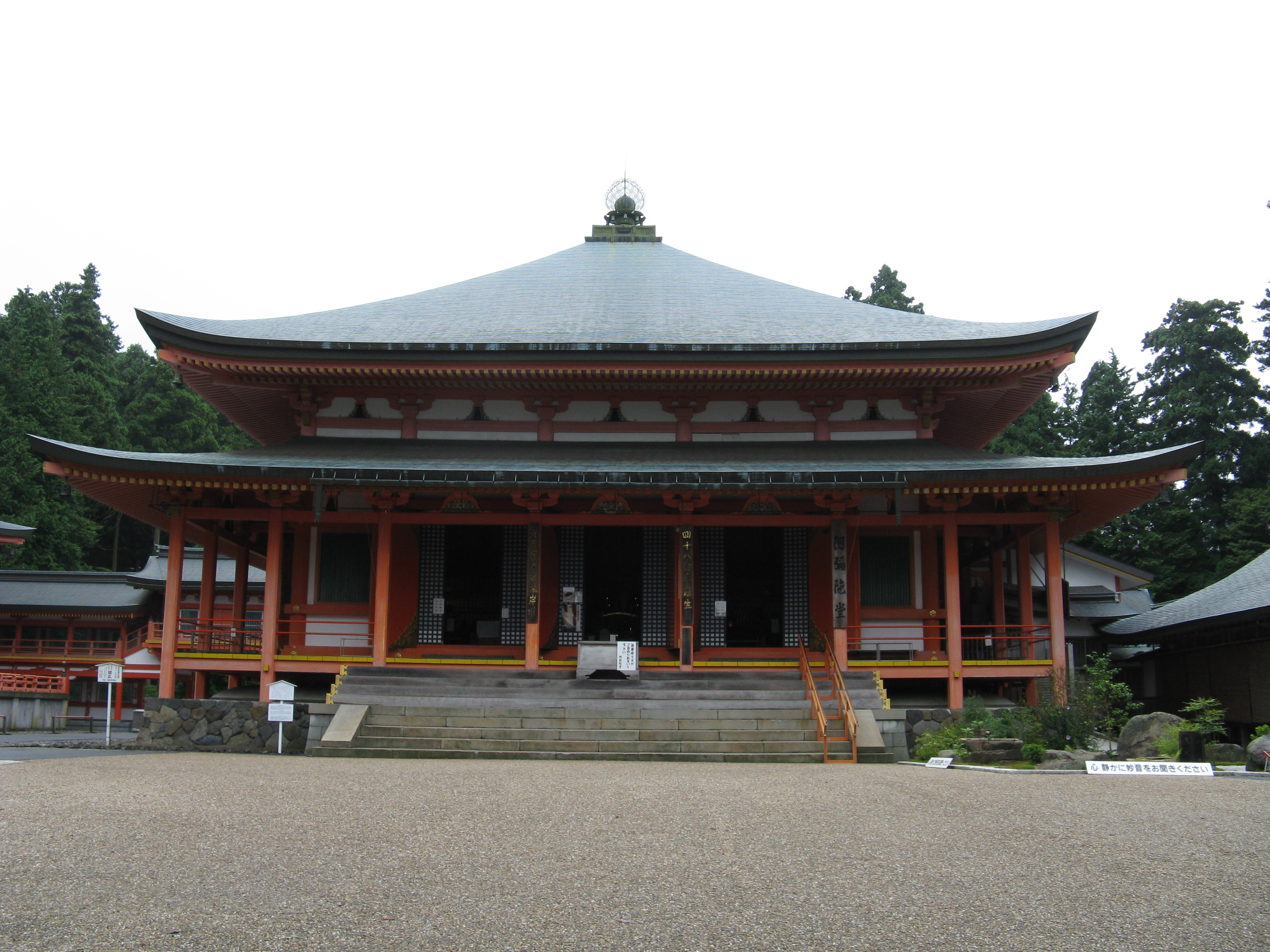
Amidado.
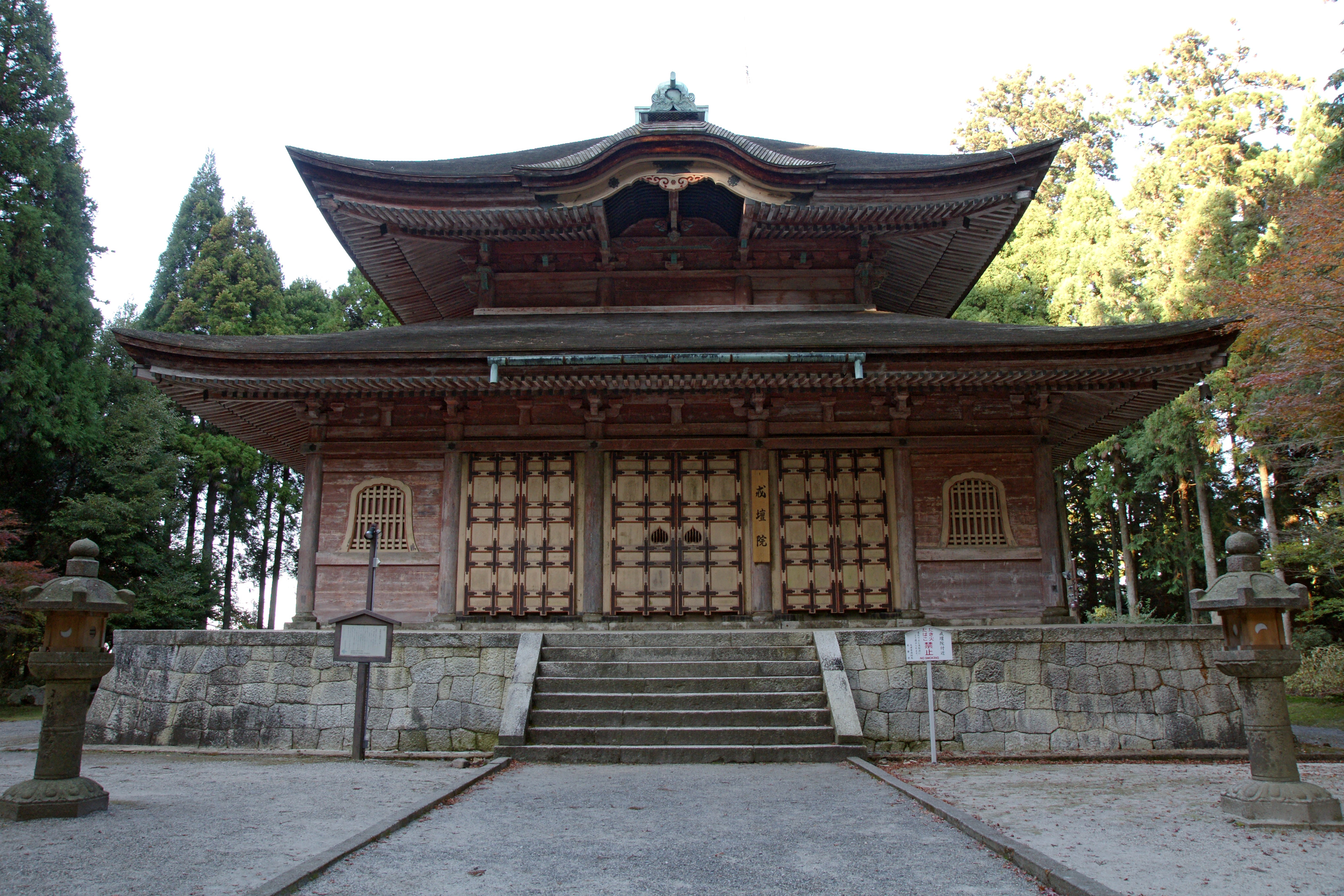
Kaidanin.
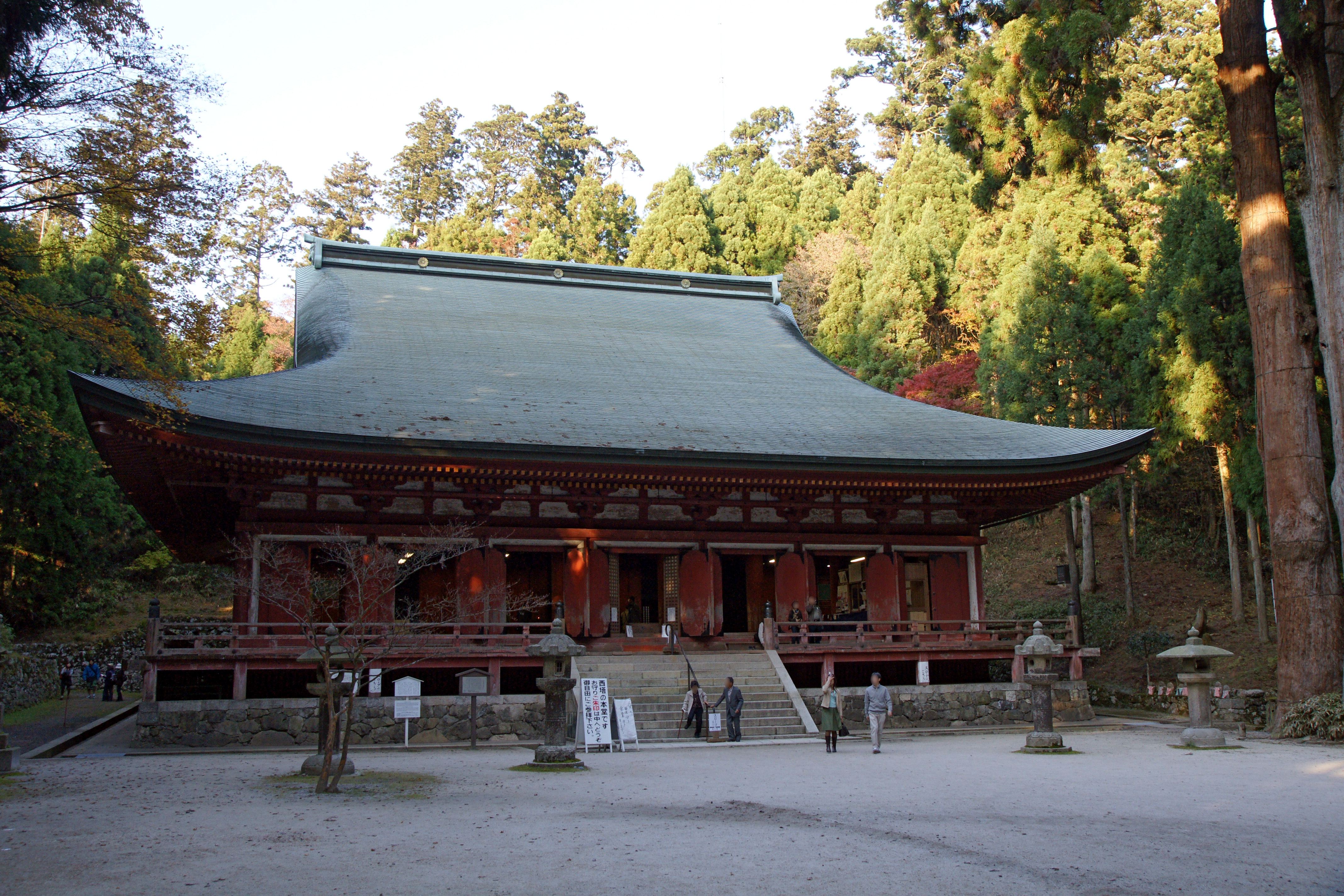
Tenhorindo.
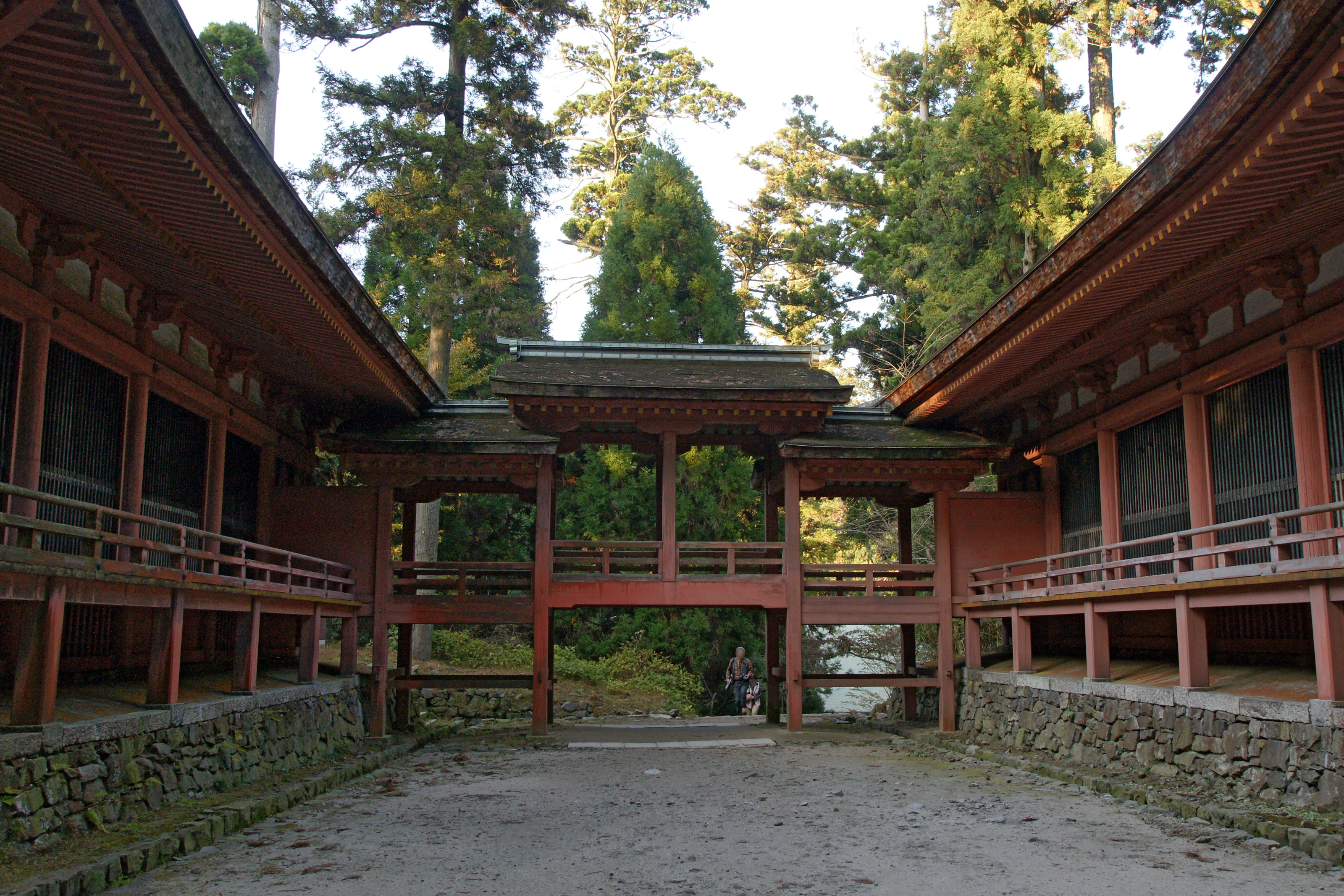
Ninaido.
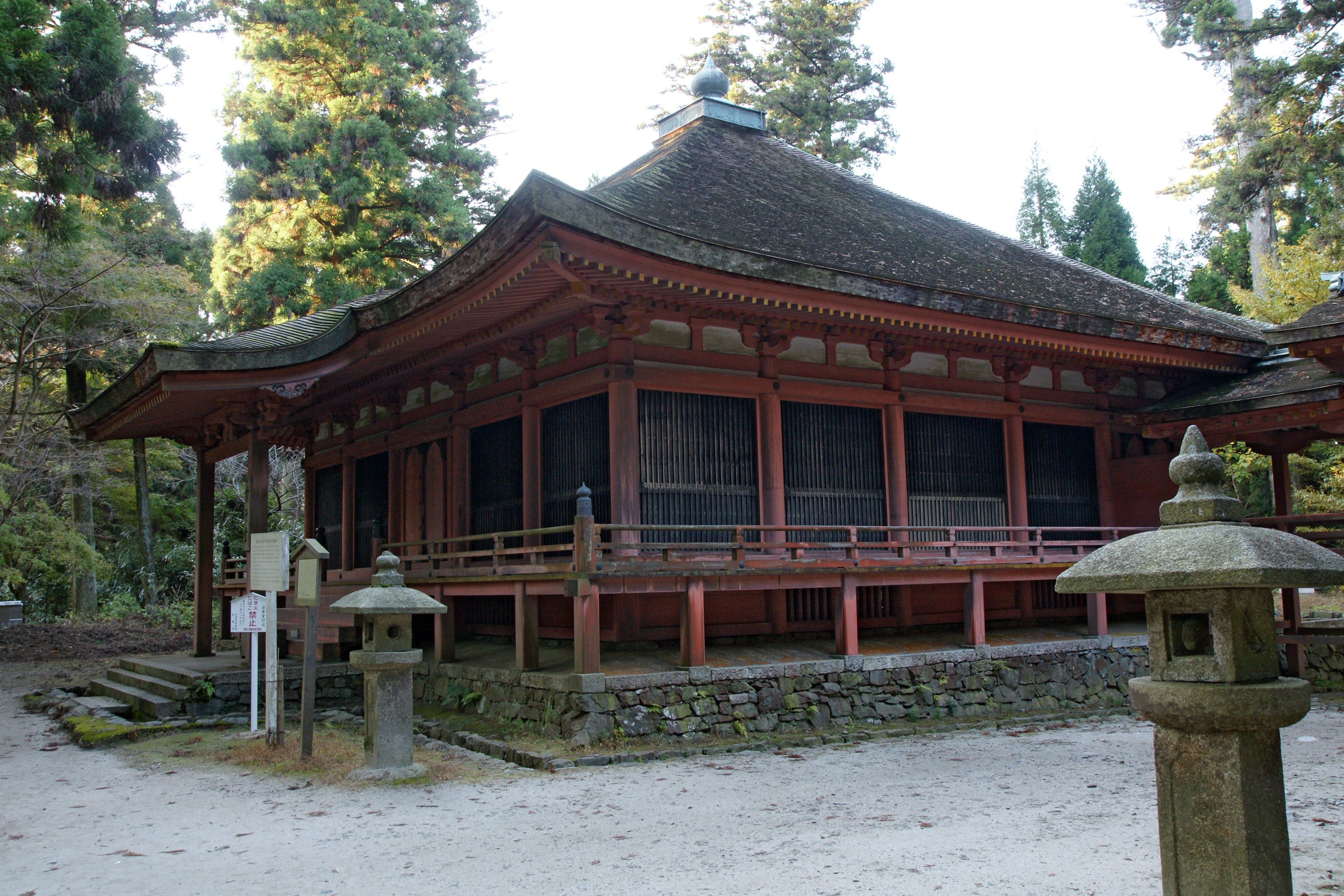
Jogyodo.
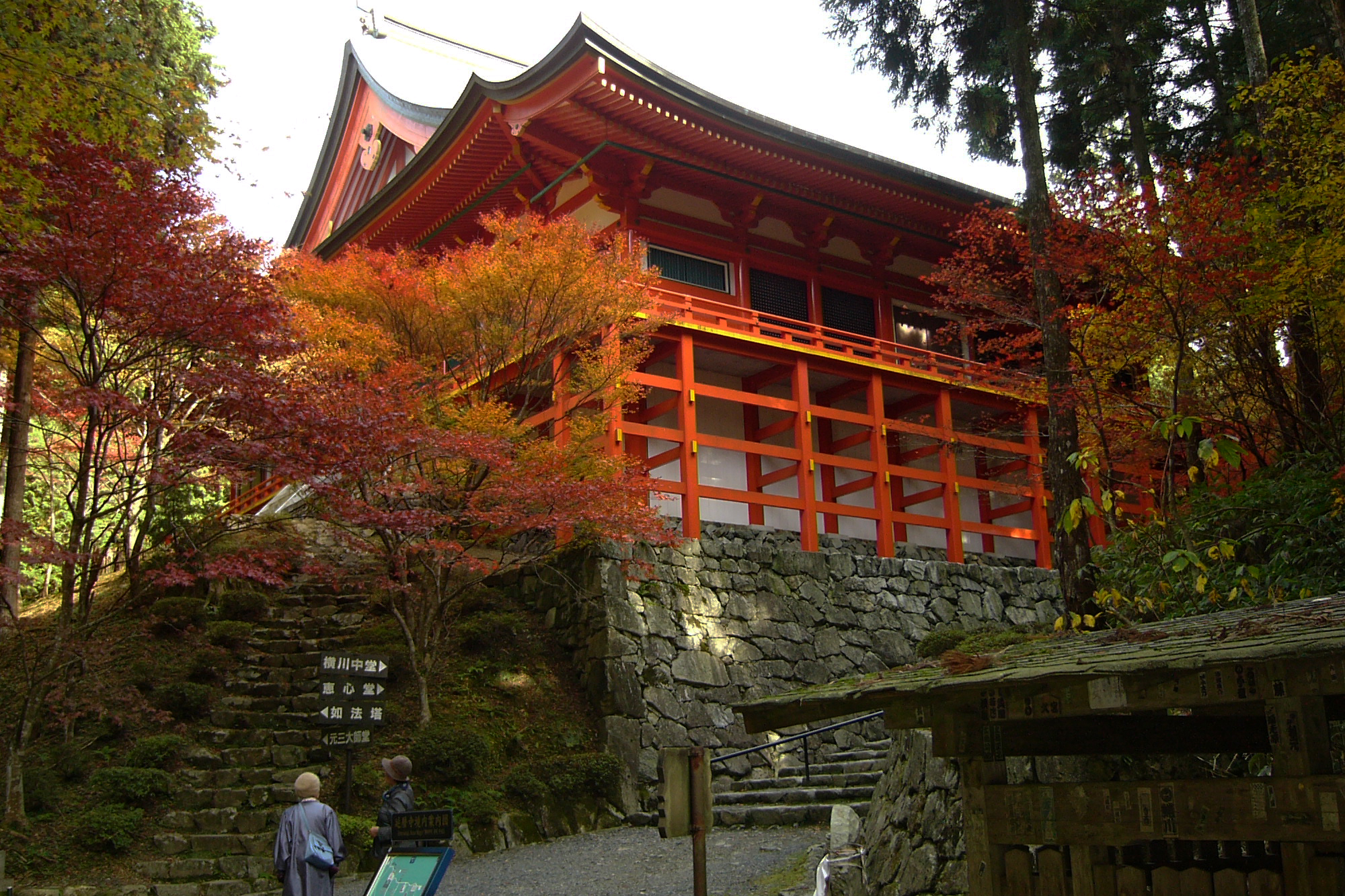
Yokokawa-chudo.